# Улица Бурова
У́лица Бу́рова — улица в историческом районе Белый город в центральной части Астрахани. Начинается от Буровского переулка и идёт с запада на восток параллельно проезжей части площади Ленина, заворачивая на север и соединяясь с ней через арку между домами 12 и 14 напротив стен Астраханского кремля.

## История
Территория ранее была занята стеной Белого города между Житной и Архиерейской башен, здесь располагался житный городок. После упразднения укреплений Белого города местность начала застраиваться. По кратчайшему пути от пристани к Астраханскому кремлю в 1871 году проезжал император Александр II со свитой, а в 1872 году по пути следования был разбит бульвар, получивший название Александровского, а между бульваром и прилегающей застройкой образована Александровская улица.
В начале XX века по улице проходила трамвайная линия, которая вела к эллингу от Соборной улицы (ныне улица Василия Тредиаковского). 30 декабря 1920 года Александровский бульвар был переименован в улицу Бурова. По другим сведениям улица называлась Александровской до 1924 года, затем получила современное название в честь революционера Сергея Павловича Бурова, бывшего начальником крупного добровольческого отряда, сформированного в Астрахани и освобождавшего город Петровск-Порт от банд Нажмудина Гоцинского. На свободной территории с 1920 года располагался Буровский сад, в котором находился городской стадион. Со временем сад оказался отделенным от улицы Бурова комплексом жилых домов. 26 октября 1957 года территория сада была преобразована в площадь Ленина. После произошедшей в 1950-х гг. перепланировки улица Бурова потеряла значение первостепенной дороги, оказавшись на периферии современной парадной застройки.

## Застройка
Улица застроена зданиями периода 1820—2000-х гг., в том числе на ней 5 памятников архитектуры, 1 из них федерального значения и 4 — регионального.
- дом 2/2 (угол с Буровским переулком) —  памятник архитектуры Тюремный замок (1824 г., построен по образцовому проекту при архитекторе К. Л. Депедри на месте Татарского базара, в советское время «Исправтруддом»[6], действует до сих пор как следственный изолятор № 1, в народе известен как «Белый лебедь»[7])
- дом 4/4 (угол с Буровским переулком) —  памятник архитектуры Дом братьев Сергеевых (здание Музея памяти императора Петра I, 1880-е гг., архитектор Э. И. Фольрат[8])
- дом 10 —  памятник архитектуры Дом Александрова (конец XIX в.)
- дом 12 —  памятник архитектуры Дом Голубева
- дом 14 —  памятник архитектуры Дом Н. И. и Н. Н. Широковых (построен в середине XIX века в стиле классицизма[9], перестроен в 1881 г.)
- дом 16/4 (выходит на улицу Мусы Джалиля) — Театр юного зрителя, построен в 1970-х гг. в стиле модернизма, архитектор Б. И. Черняев. Ранее на его месте находилось старое здание театра, первоначально — здание кинотеатра «Вулкан» в стиле модерн, построенное в 1911 году, архитектор и первый владелец — В. Б. Вальдовский-Варганек[10].

## Транспорт
По улице Бурова движения общественного транспорта нет, ближайшая остановка маршрутных такси — «Площадь Ленина — Кремль» — располагается в 60 метрах к северо-востоку от её окончания.

## Фотогалерея

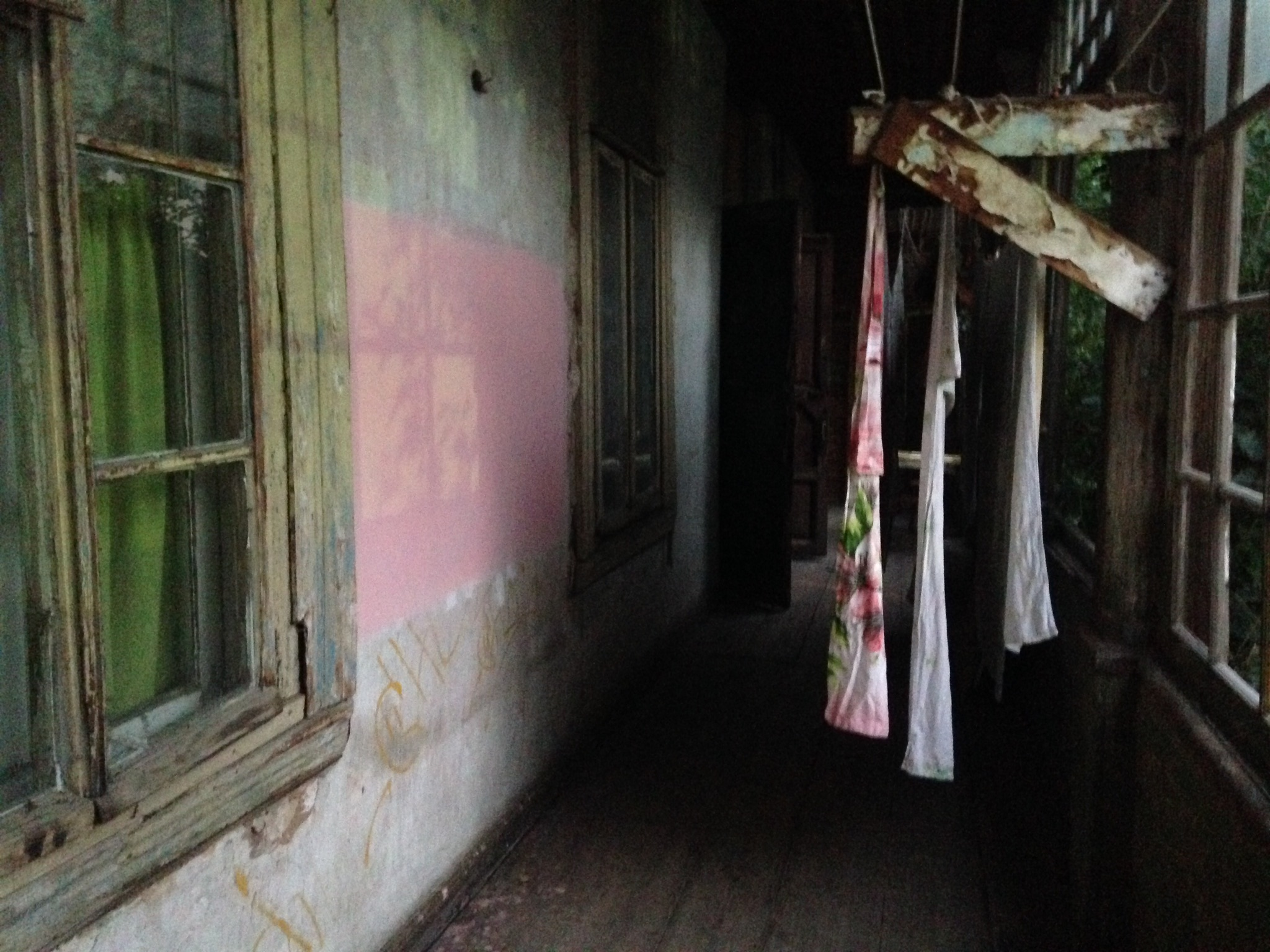
Балкон-галерея Дома Голубевых (№ 12)
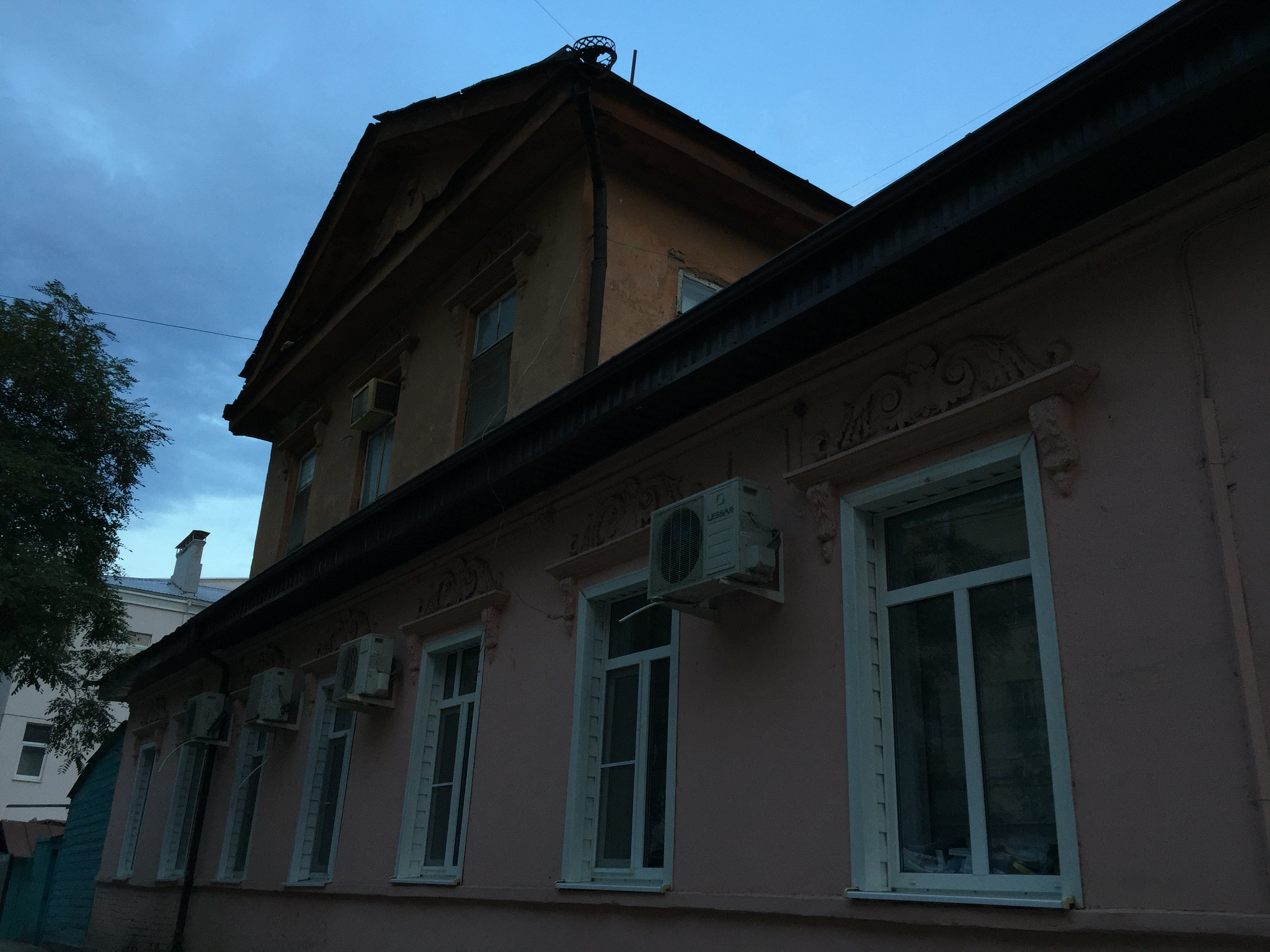
Дом Широковых (№ 14)
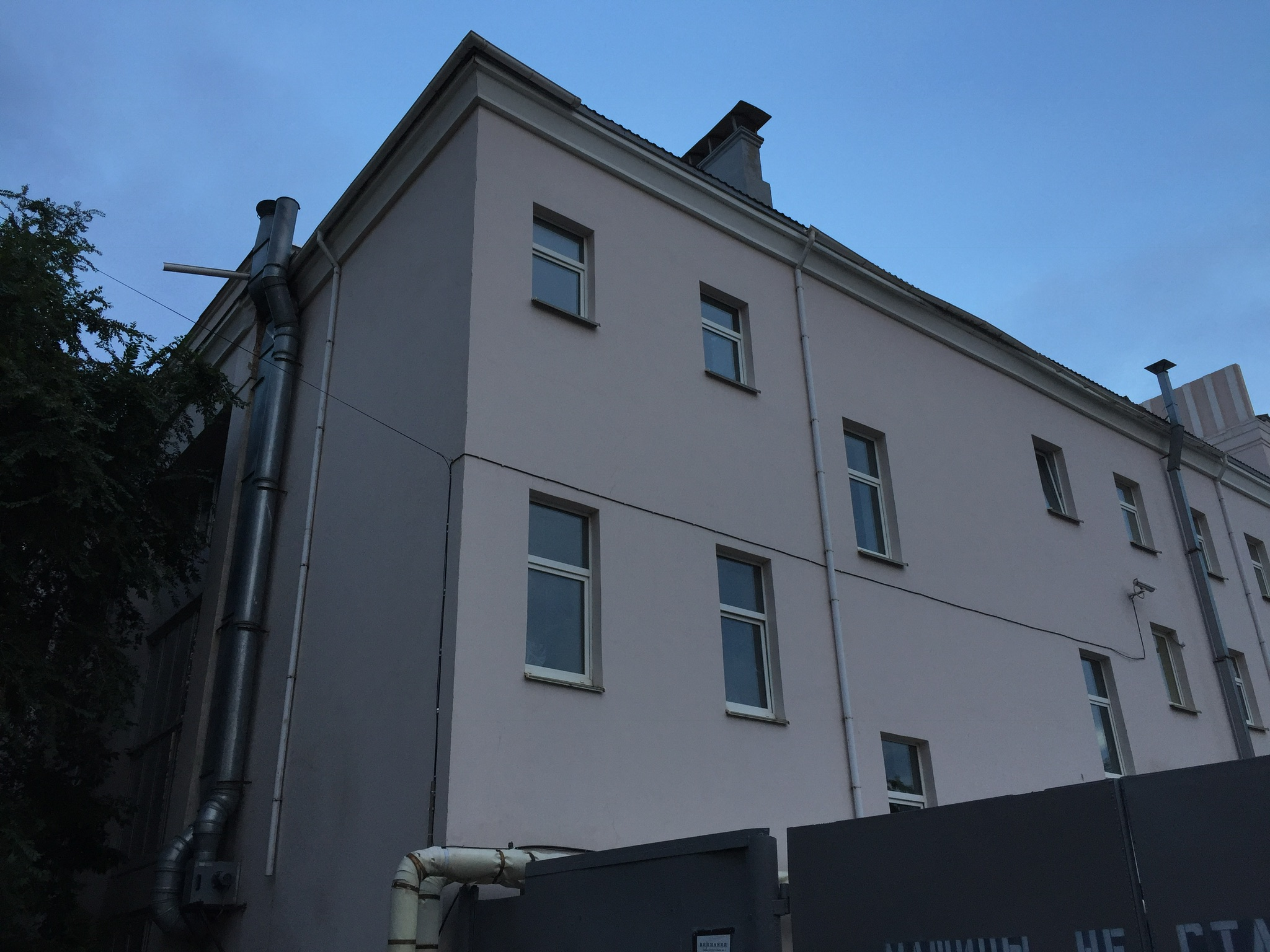
Вид на здание ТЮЗа со стороны двора по улице Бурова